# Circulene
Circulene, auch Corannulene genannt, sind aromatische Kohlenwasserstoffe. Das strukturgebende Element der Circulene ist, dass die cyclischen Aromaten selbst wiederum eine cyclische Verbindung bilden. Circulene können sowohl aus Aromaten als auch aus Heteroaromaten aufgebaut sein. 
Zur Nomenklatur einfacher Circulene wird die Anzahl der aromatischen Ringe in eckigen Klammern vorangestellt. So lautet die systematische Bezeichnung von Corannulen [5]-Circulen, von Coronen [6]-Circulen.

## Aufbau
Circulene gliedern sich in einen inneren und einen äußeren Perimeter. Beide Perimeter bilden durchkonjugierte Systeme, die, je nach Anzahl der Elektronen, sowohl aromatischen als auch antiaromatischen Charakter besitzen können.

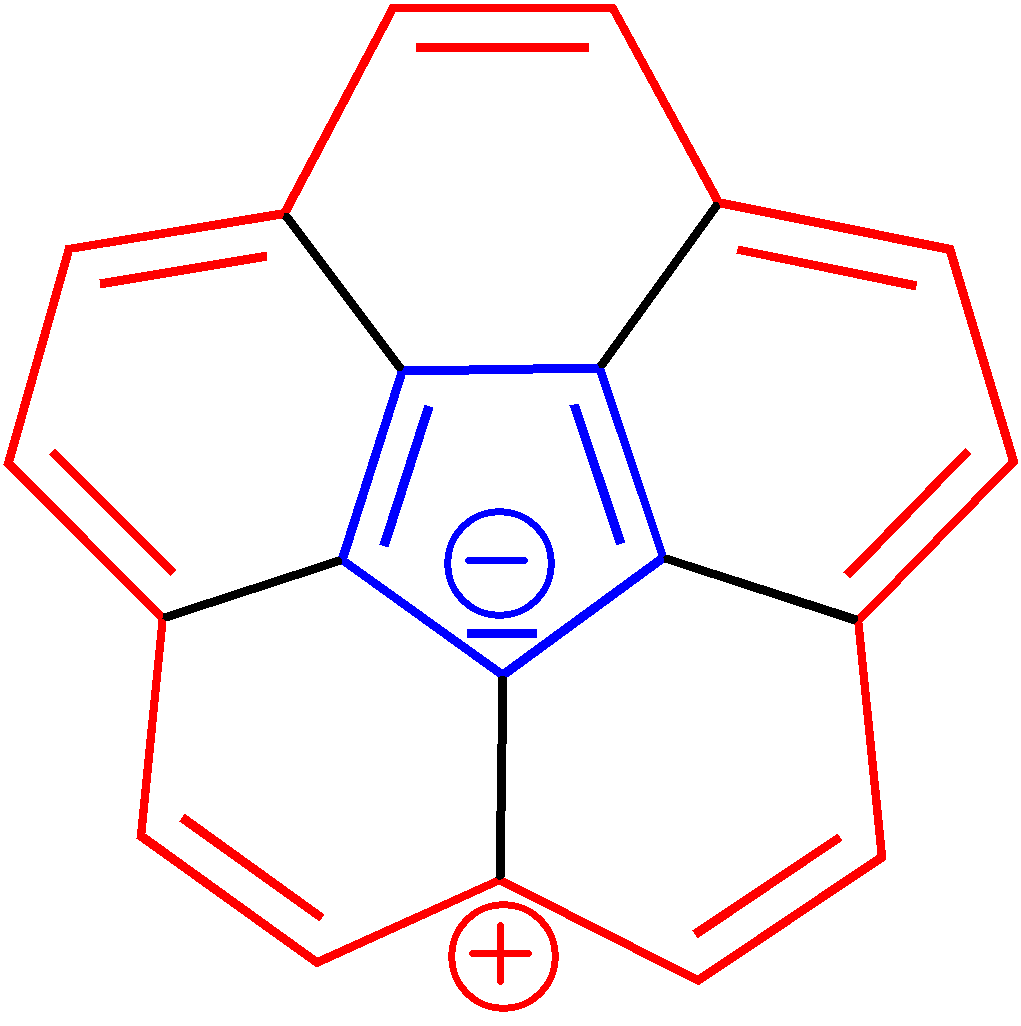
Gliederung der Circulene in inneren Perimeter (blau) und äußeren Perimeter (rot).

Die Kopplung zwischen den beiden Perimetern hängt von den betrachteten System ab. Möglich ist eine starke Kopplung zwischen beiden Perimetern, was der hauptsächlichen Mesomerie innerhalb der einzelnen Aromaten entspricht und eine schwache Kopplung, die dem getrennten Vorliegen eines inneren und eines äußeren aromatischen Systems entspricht.

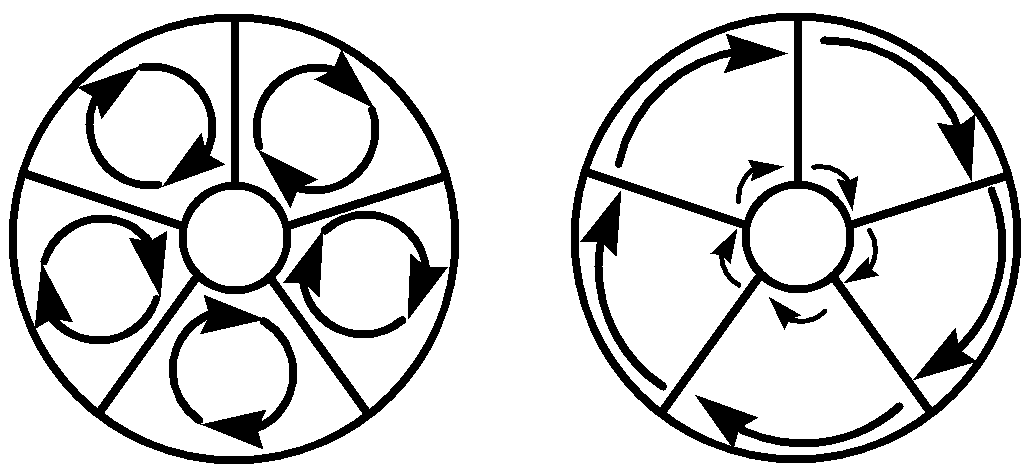
Starke (links) und schwache Kopplung (rechts) zwischen den Perimetern